# Teresa Sampsonia

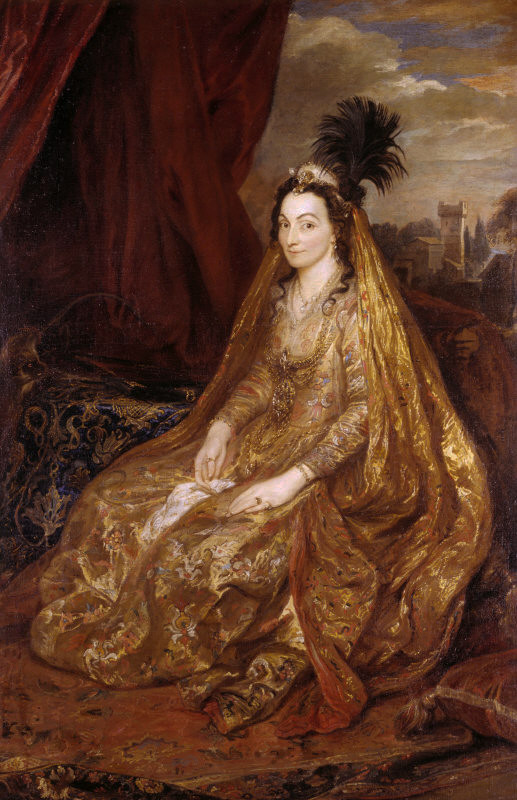
Lady Shirley zoals geschilderd door Antoon van Dyck in Rome, 1622

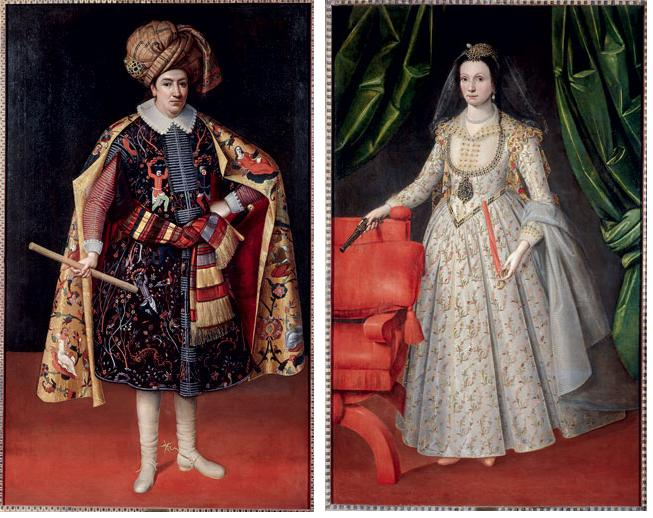
Dubbelportret van Robert Shirley en zijn Circassiaanse vrouw Teresa, ca. 1624–1627

Teresa Sampsonia (na het huwelijk Lady Shirley, 1589–1668) was een edelvrouw van het Safavid-rijk van Iran. Ze was de vrouw van elizabethaanse Engelse avonturier Robert Shirley, die ze vergezelde op zijn reizen en ambassades in heel Europa in de naam van de Safavid sjah Abbas de Grote (r. 1588-1629). 
Teresa werd ontvangen door veel van de koninklijke huizen van Europa, zoals de Engelse prins Henry Frederick en Queen Anne (de peetouders van haar kind) en hedendaagse schrijvers en kunstenaars zoals Thomas Herbert en Anthony van Dyck. Herbert beschouwde Robert Shirley als de "grootste reiziger van zijn tijd", maar bewonderde de "onverschrokken Lady Teresa" nog meer. Na de dood van haar man in 1628 en door belemmeringen van grandes aan het hof en de autoriteiten tijdens het bewind van Abbas' opvolger Safi (r. 1629–1642), besloot Teresa Iran te verlaten. Zij woonde de rest van haar leven in een klooster in Rome en wijdde haar tijd aan liefdadigheid en religie. Als vrome christen, en vanwege haar liefde voor haar man, liet Teresa de resten van Shirley vanuit Isfahan naar Rome vervoeren en herbegraven; op de grafsteen van hun gemeenschappelijke graf vermeldt ze hun reizen en verwijst ze naar haar nobele Circassiaanse afkomst. 
Dankzij haar heldendaden is Teresa beschreven als iemand die patriarchale genderrollen ondermijnde die gebruikelijk zijn in de moslim- en christelijke culturen van haar tijd. Vanwege hun avonturen werden Teresa en haar man het onderwerp van verschillende hedendaagse literaire werken en schilderijen. Toch is het verhaal van Teresa als een belangrijke vrouw uit de 17e eeuw grotendeels overschaduwd en onderbelicht door dat van haar man Robert en zijn broers. 
Teresa werd geboren in 1589 in een nobele orthodox christelijke Circassiaanse familie in het Safavid-rijk, en groeide op in Isfahan aan het Iraanse hof. 
Robert Shirley was een Engelse avonturier die naar de Safavids werd gestuurd, nadat een Perzische ambassade naar Europa was gestuurd, om een alliantie te smeden met het naburige Ottomaanse Rijk, rivalen van de Safavids. Tijdens zijn aanwezigheid aan het hof ontmoette Teresa hem en werd verliefd. Op 2 februari 1608 trouwde Teresa, met goedkeuring van haar tante en Abbas, met Robert Shirley in Iran. Rond die tijd werd ze door de karmelieten in Isfahan als rooms-katholiek gedoopt met de naam Teresa. Haar doopnaam is afgeleid van de stichter van de ongeschoeide karmelieten, Teresa van Ávila.  
Teresa vergezelde Robert op zijn diplomatieke missies voor koning Abbas naar Engeland en andere koninklijke huizen in Europa en een keizer Jahangir (r. 1605-1627) in Mughal India. Toen ze op hun eerste ambassadetocht vertrokken, werd Robert gevangen genomen door zijn vijanden. Naar verluidt slaagde Teresa erin hem te redden en de aanvallers te laten vluchten.
Hun enige kind, een zoon genaamd Henry, werd geboren in november 1611 in het Shirley-huis in Sussex, Engeland.  Zijn peetouders waren Hendrik Frederik Stuart, Prins van Wales, voor wie hij werd genoemd, en koningin Anne. Hij stierf op jonge leeftijd.
In 1622 schilderde Antoon van Dyck (toen 23 jaar oud) hun portretten tijdens hun verblijf in Rome. Na terugkomst van hun tweede en laatste missie stierf Robert aan koorts op 13 juli 1628 in Qazvin, Iran en werd begraven in de Karmelietenkerk in Isfahan.
Op 27 december 1634 arriveerde Teresa in Rome en werd ontvangen door paus Urbanus VIII, die haar toevertrouwde aan de karmelieten. Teresa kocht een huis naast de kerk. In 1658 liet ze de overblijfselen van Robert vervoeren van Isfahan naar Rome, waar hij herbegraven werd in de Santa Maria della Scala. In het karmelietenklooster wijdde ze zich aan liefdadigheid en religie tot haar dood op 79-jarige leeftijd in 1668. Teresa werd begraven in de kerk, waar ze veertig jaar had gewoond, in hetzelfde graf waar ze haar man Robert tien jaar eerder had begraven. 